# Pseudipocragyes
Pseudipocragyes is een kevergeslacht uit de familie van de boktorren (Cerambycidae). De wetenschappelijke naam van het geslacht werd voor het eerst geldig gepubliceerd in 1923 door Pic.

## Soorten
Pseudipocragyes omvat de volgende soorten:
- Pseudipocragyes albosignatus Breuning, 1974
- Pseudipocragyes fruhstorferi Breuning, 1968
- Pseudipocragyes maculatus Pic, 1923
- Pseudipocragyes multimaculata Breuning, 1964